# موسى ليم
موسى ليم هو ممثل سنغافوري، ولد سنة 1949 خلال الاستعمار البريطاني للجزيرة.

## وصلات خارجية
- موسى ليم على موقع IMDb (الإنجليزية)
- موسى ليم على موقع قاعدة بيانات الفيلم (الإنجليزية)